# 今川了俊
今川貞世（1326年—1420年），南北朝室町幕府前期武將。父親為今川家第3代家督今川範國，今川家第4代家督、駿河今川氏第2代家督今川範氏之次弟。今川貞世官至敘正四位下左京亮、伊予守。被室町幕府相繼任命為遠江、駿河守護，九州探題等職。赴任九州探題時又身兼備後、安藝、筑前、筑後、豐前、肥前、肥後、日向、大隅、薩摩等地守護，權傾朝野。平定九州叛亂，並穩固治安，內外交好。後在政治鬥爭中下台，其後潛心文學，愛好和歌。著作《難太平記》等，法名了俊。後人多稱他為其今川了俊。

## 畿內活動
早年活動不詳，從目前跟隨父親的已知殘餘記錄來看，他十二歲左右學習和歌，在因足利將軍家內部對立而導致足利尊氏同弟弟足利直義兩派對抗的觀應之亂發生時，與父親一起站到了足利尊氏一邊。正平10年/文和4年（1355年）同細川清氏一起與足利直義和南朝軍隊在東寺作戰。正平16年/延文6年（1361年），幕府執事細川清氏倒台，隨後叛變至南朝。由於父親命令和四處活動，從遠江被調回。除繼續開展軍事行動外，還同時擔任遠江、山城守護，幕府侍所頭人、引付頭人等職，正平22年/貞治6年（1367年）幕府第二代將軍足利義詮病逝，今川貞世出家，改稱了俊。

## 平定九州
三代將軍足利義滿時期，建德元年/應安3年（1370年），被管領細川賴之推薦為九州探題澀川義行的繼任者，而其後義滿正式任命今川了俊為九州探題。在觀應之亂後，南朝由菊池武光所擁立的征西大將軍懷良親王成立的征西府，與足利尊氏的庶子足利直冬及室町幕府的九州探題在九州三家分立，而且武光已將筑前的少貳賴尚擊敗，佔領了太宰府，南朝在九州地區的勢力已變得十分強大，派遣軍隊鎮壓南朝勢力已成為幕府迫在眉睫的問題。
今川了俊在本國遠江籌備後，10月從京都出發。建德2年/應安4年（1371年）5月停留於安藝地區，相繼召集了毛利元春、吉川經見、熊谷直明、山內通忠等國人眾。於12月渡海至九州，到達豐前。了俊在防長的大內弘世、大內義弘父子等的協助下與當地新興國人取得了聯絡。又在阿蘇惟村的幫助下，嫡子今川貞臣和田原氏能突入豐後高崎山城。然後了俊的弟弟今川仲秋依靠松浦黨從肥前進攻大宰府；了俊則親率大軍從豐前向太宰府發動攻擊。文中元年/應安5年（1372年）6月，打敗南朝軍隊，南朝懷良親王和菊池武光從筑後高良山敗退至菊池氏大本營肥後隈部城。北朝重新奪回太宰府。
文中3年/應安7年（1374年）7月，戰場轉至肥後，今川了俊從水島出兵。天授元年/永和元年（1375年），了俊準備在水島進行合戰，計劃在此處集結勢力，於是召集有「九州三人眾」之稱的豐後的大友親世、筑前的少貳冬資、大隅的島津氏久來援。 「三人眾」中唯一與九州探題對立的少貳冬資原本拒絕參戰，後來在島津氏久的居中調和下，才前來馳援。但是，了俊在水島之陣的宴會上將少貳冬資暗殺（水島之變）。水島之變後，島津氏久叛離北朝，抵抗今川了俊的九州經略。而且，大友親世也因對了俊抱持懷疑態度，而停止了對了俊的支援。
因九州有力大名的離反而陷入絕境的了俊向有同盟關係的大內氏請求協助。雖然相對的，大內弘世面有難色，但他的兒子大內義弘卻支持了俊，向九州派遣援軍。之後，與大內氏有婚姻關係的大友親世以消極的態度向北朝歸順。水島之變的兩年後，天授3年/永和3年（1377年）與以菊池武朝、阿蘇惟武為首的南朝勢力在蜷打發生激戰。此戰北朝勢力大勝，戰敗了南朝很多有力武將，是為肥前蜷打之戰。
蜷打之戰以後，了俊再次加強了對南朝方的攻勢，弘和元年/永德元年（1381年），了俊把菊池武朝驅逐出本據地隈部城。
在此之前，為了對抗南九州反叛的島津氏久和其外甥島津伊久，今川了俊於天授2年/永和2年（1376年）派遣其第五子今川滿範前往南九州，結成南九州國人一揆，迫使島津氏在次年九月歸順。元中8年/明德2年（1391年），八代城的征西大將軍良成親王和名和顯興降服。元中9年/明德3年（1392年），藉著南北朝一統的時機，了俊與菊池武朝和睦，菊池家歸順幕府，九州南朝勢力被徹底平定。
從1371年到1392年，今川了俊用二十一年的時間終於統一了九州，為幕府和日本的統一作出了傑出的貢獻。九州經略期間，今川了俊在任期間，積極推進各項睦鄰政策。明朝冊封南朝懷良親王為「日本國王良懷」的派遣使被今川貞世扣留，從幕府將軍足利義滿手裡取得了與明朝交涉的權利。與高麗使者鄭夢周獨自秘密交涉，1392年李氏朝鮮建立後，繼續與朝鮮交涉。還推行了要求大內氏鎮壓前期倭寇，送還被綁架的朝鮮人，尋求大藏經等睦鄰政策。

## 九州探題的解任及晩年
應永2年（1395年）7月，幕府要求今川了俊上京述職，8月了俊上京。上京後，幕府罷免了今川了俊的九州探題職務，由澀川滿賴繼任。了俊被罷免後，幕府重新任命今川了俊為遠江守護和駿河國半國守護。與弟弟今川仲秋，外甥今川泰範分割統治
覬覦九州探題職務的大內義弘希望與今川了俊合作，卻被今川了俊拒絕，了俊一心專注於統治駿河。應永6年（1399年）大內義弘在堺舉兵，應永之亂爆發。了俊因為鎌倉公方足利滿兼曾要求其呼應叛亂，而被足利義滿懷疑參與叛亂。應永之亂平定後的第二年（即應永七年（1400年）），義滿向關東管領上杉憲定下達了對今川了俊的追討令。但是，今川了俊憑藉上杉憲定和外甥今川泰範向幕府表達了自己的解釋和乞求，並懇請幕府饒恕今川一族的性命。應永9年（1402年）今川了俊上洛，以不參與一切政事的條件赦免了罪過。
今川了俊晚年，主要進行如寫作《難太平記》等著作活動，96歲前後去世，戒名當山開基今川了俊大居士，墓地在靜岡縣袋井市的海藏寺。